# Estació de Toès-Carançà

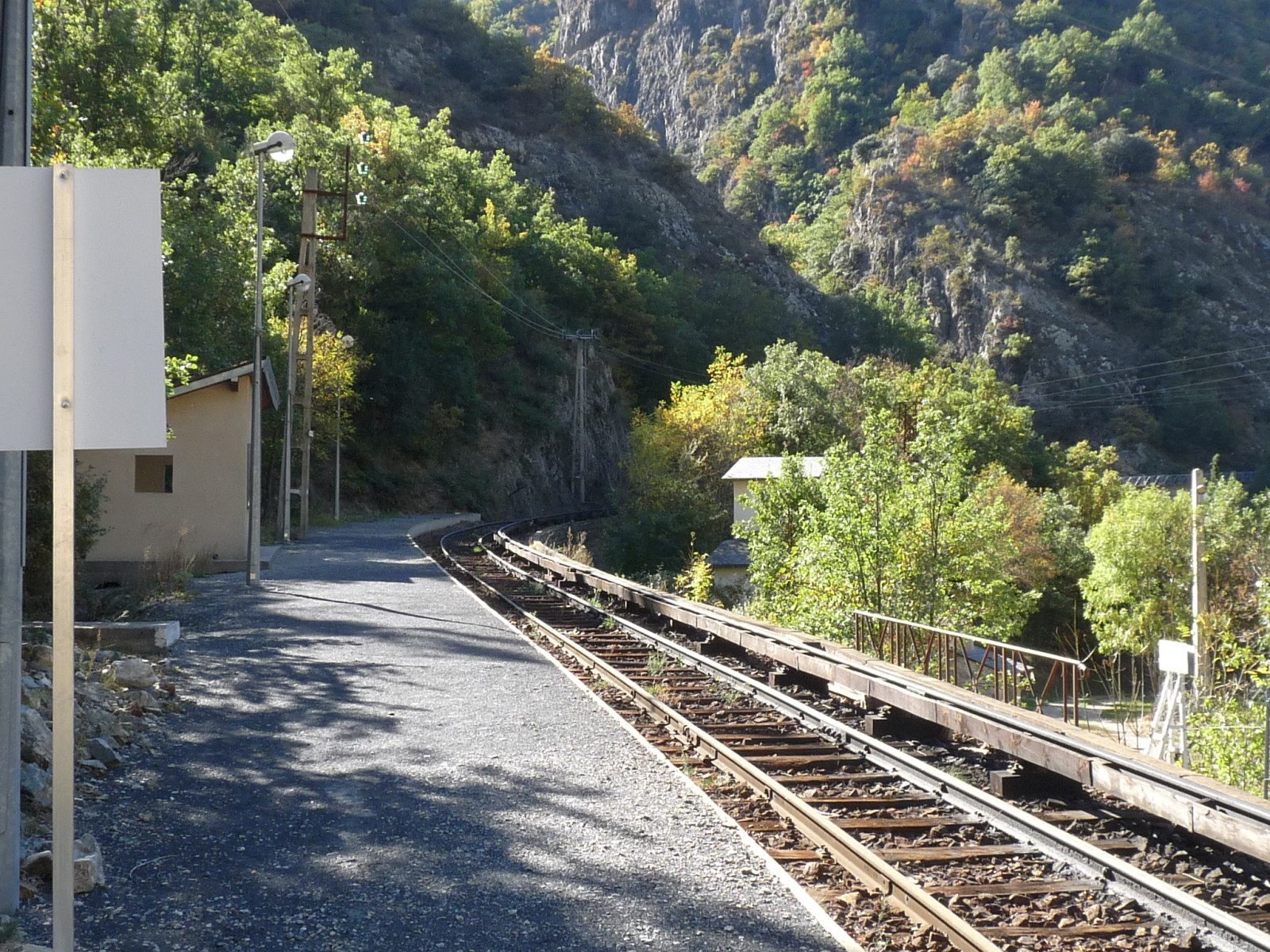
Andanes de l'estació

Toès - Carançà (oficialment en francès Thuès-Carança, algun cop escrita Thuès-Carença) és una estació de ferrocarril de la línia de tren groc situada en el terme comunal de Toès i Entrevalls, a la comarca del Conflent, a la Catalunya del Nord. Antigament se l'havia anomenada Thuès-village per diferenciar-la de la propera estació dels Banys de Toés. L'afegitó de Carançà posa en relleu la proximitat de l'estació amb el paratge turístic de les Gorges de Carançà.
Està situada una mica allunyada dels nuclis de població de Toès; és accessible per una carretereta local que s'hi apropa des de la carretera general. És uns 200 metres a llevant del Veïnat de l'Església, amb el qual, però, només hi ha comunicació directa a peu.
| Procedència/Destinació                  | <             | Línia     | >                                 | Procedència/Destinació    |
| --------------------------------------- | ------------- | --------- | --------------------------------- | ------------------------- |
| : Transport express régional            |               |           |                                   |                           |
| Vilafranca de Conflent - Vernet - Fullà | Banys de Toès | Tren groc | Fontpedrosa - Banys de Sant Tomàs | La Tor de Querol - Enveig |